# 20. korpus (Avstro-Ogrska)
20. korpus (izvirno nemško 20. Korps) je bil korpus avstro-ogrske kopenske vojske, ki je bil aktiven med prvo svetovno vojno.

## Zgodovina
Januarja 1917 je bil korpus preimenovan v 14. korpus in isti mesec so ponovno vzpostavili 20. korpus. 

## Poveljstvo
Poveljniki (Kommandanten)
- Nadvojvoda Karel Franc Jožef: marec - julij 1916
- Alois von Schönburg-Hartenstein: julij 1916 - januar 1917
- Josef Roth von Limanova-Lapanów: januar 1917 - februar 1918
- Franz Kalser von Maasfeld: februar - november 1918

Načelniki štaba (Stabchefs)
- Alfred von Waldstätten: marec - julij 1916
- Karl Günste: julij 1916 - januar 1917
- Georg Hohenberger: januar - avgust 1917
- Viktor Lorx von Ruszkin: avgust 1917 - maj 1918
- Rudolf von Handel: maj - november 1918